# Hemiandra rutilans
Hemiandra rutilans là một loài thực vật có hoa trong họ Hoa môi. Loài này được O.H.Sarg. mô tả khoa học đầu tiên năm 1927.